# حروب الثورة الفرنسية
كانت حروب الثورة الفرنسية (بالفرنسية: Guerres de la Révolution française)‏ سلسلة من الصراعات العسكرية الشاملة التي استمرت من 1792 حتى 1802 ونتجت على أثر الثورة الفرنسية. حُرضت فرنسا ضد بريطانيا العظمى، والنمسا، والإمبراطورية الرومانية المقدسة، وبروسيا، وروسيا، وعدد من الممالك الأخرى. هي مقسمة إلى فترتين: حرب التحالف الأول (1792-1797) وحرب التحالف الثاني (1798-1802). اقتصر القتال في البداية على أوروبا، ويُفترض أنه اتخذ تدريجيًا بعدًا عالميًا. بعد عقد من الحرب المستمرة والدبلوماسية العدوانية، احتلت فرنسا مناطق في شبه الجزيرة الإيطالية، والبلدان المنخفضة، وأما راينلاند في أوروبا فعادت إلى لويزيانا في أمريكا الشمالية. ضمن النجاح الفرنسي في هذه الصراعات انتشار المبادئ الثورية في معظم أنحاء أوروبا.
في وقت مبكر من عام 1791، نظرت الممالك الأوروبية الأخرى باضطراب إلى الثورة وتقلباتها. ودرسوا ما إذا كان عليهم التدخل، إما لدعم الملك لويس السادس عشر، لمنع انتشار الثورة، أو للاستفادة من الفوضى في فرنسا. وضعت النمسا قوات كبيرة على حدودها الفرنسية وأصدرت مع بروسيا إعلان بيلنيتز، الذي هدد بعواقب وخيمة في حالة حدوث أي شيء للملك لويس السادس عشر والملكة ماري أنطوانيت. بعد رفض النمسا سحب قواتها من الحدود الفرنسية والتراجع عن التهديد المتصور باستخدام القوة، أعلنت فرنسا الحرب على النمسا وبروسيا في ربيع عام 1792. استجاب كلا البلدين بغزو منسق تحول في النهاية لمعركة فالمي في سبتمبر. شجع هذا الانتصار المؤتمر الوطني لإلغاء النظام الملكي. انتهت سلسلة الانتصارات التي حققتها الجيوش الفرنسية الجديدة فجأة بالهزيمة في معركة نيرويندن في ربيع عام 1793. عانى الفرنسيون من هزائم إضافية في الفترة المتبقية من العام، وسمحت هذه الأوقات العصيبة لليعاقبة بالصعود إلى السلطة وفرض عهد الإرهاب لتوحيد الأمة.
في عام 1794، تحسن الوضع بشكل كبير بالنسبة للفرنسيين حيث أشارت الانتصارات الضخمة في فلوروس ضد النمساويين وفي الجبل الأسود ضد الإسبان إلى بداية مرحلة جديدة في الحروب. قبل عام 1795، استولى الفرنسيون على الأراضي المنخفضة النمساوية والجمهورية الهولندية. كما أخرج الفرنسيون إسبانيا وبروسيا من الحرب بموجب معاهدة بازل. بدأ جنرال غير معروف في ذلك الوقت يُدعى نابليون بونابرت حملته الأولى في إيطاليا في أبريل عام 1796. وفي أقل من عام، قضت الجيوش الفرنسية بقيادة نابليون على قوات آل هابسبورغ وطردتهم من شبه الجزيرة الإيطالية، فكسبوا كل معركة تقريبًا وأسروا 150 ألف أسير. مع تقدم القوات الفرنسية نحو فيينا، طلب النمساويون السلام ووافقوا على معاهدة كامبو فورميو، ما أنهى التحالف الأول ضد الجمهورية.
بدأت حرب التحالف الثاني عام 1798 بالحملة الفرنسية على مصر بقيادة نابليون. انتهز الحلفاء الفرصة التي أتاحها الجهد الفرنسي في الشرق الأوسط لاستعادة الأراضي التي خسروها في التحالف الأول. بدأت الحرب لصالح للحلفاء في أوروبا، حيث دفعوا تدريجيًا الفرنسيين من إيطاليا وغزوا سويسرا – وحققوا انتصارات في مانيانو، كاسانو ونوفي على طول الطريق. ومع ذلك، انهارت جهودهم إلى حد كبير مع الانتصار الفرنسي في زيورخ في سبتمبر عام 1799، ما تسبب في انسحاب روسيا من الحرب. في غضون ذلك، أبادت قوات نابليون سلسلة من الجيوش المصرية والعثمانية في معارك إمبابة، وجبل طابور، وأبي قير. عززت هذه الانتصارات في مصر من شعبية نابليون مرة أخرى في فرنسا، وعاد منتصرًا في خريف عام 1799، على الرغم من أن الحملة المصرية لم تنتهي كما خُطط لها. علاوة على ذلك، انتصرت البحرية الملكية في معركة أبي قير البحرية عام 1798، ما زاد من تعزيز السيطرة البريطانية على البحر المتوسط وإضعاف البحرية الفرنسية.
أدى وصول نابليون من مصر إلى سقوط حكومة المديرين في انقلاب 18 برومير، حيث نصب نابليون نفسه قنصلًا. أعاد نابليون تنظيم الجيش الفرنسي وشن هجومًا جديدًا على النمساويين في إيطاليا خلال ربيع عام 1800. حقق هذا نصرًا فرنسيًا حاسمًا في معركة مارنجو في يونيو عام 1800، وبعد ذلك انسحب النمساويون من شبه الجزيرة مرة أخرى. حقق الفرنسيون انتصار ساحق آخر في معركة هوهينليندن في بافاريا حيث أُجبر النمساويين على السعي لتحقيق السلام للمرة الثانية، ما أدى إلى معاهدة لونيفيل في عام 1801. مع خروج النمسا وروسيا من الحرب، وجدت بريطانيا نفسها معزولة بشكل متزايد ووافقت على معاهدة أميان مع حكومة نابليون في عام 1802، واختُتمت الحروب الثورية. ومع ذلك، أثبتت التوترات المستمرة صعوبة احتوائها، واندلع فتيل الحروب النابليونية بعد مضي أكثر من عام على تشكيل التحالف الثالث، لتستمر بذلك سلسلة حروب التحالف.

## حرب التحالف الأول

### 1791-1792
كان الإمبراطور الروماني المقدس ليوبولد الثاني، شقيق الملكة ماري أنطوانيت زوجة لويس السادس عشر، الشخصية الرئيسية في رد الفعل الأجنبي الأولي على الثورة. في البداية نظر ليوبولد إلى الثورة برباطة جأش، إلا أنه الغضب انتابه أكثر فأكثر حين باتت الثورة أكثر راديكالية، على الرغم من أنه كان ما يزال يأمل في تجنب الحرب. في 27 أغسطس من سنة 1791، أصدر ليوبولد وملك بروسيا فريدريك ويليام الثاني، بالتشاور مع نبلاء فرنسيين مهاجرين، إعلان بيلنيتز الذي أعلن أن مصلحة ملوك أوروبا تكمن في سلامة لويس وعائلته، وهدد بعواقب غامضة ولكنها وخيمة في حال المساس بهم. على الرغم من أن ليوبولد رأى في إعلان بيلنيتز بادرة غير ملتزمة لتهدئة مشاعر الملكيين والنبلاء الفرنسيين، إلا أنه كان يُعتبر في فرنسا بمثابة تهديد خطير وشُجب من قبل القادة الثوريين.
أصدرت فرنسا في نهاية المطاف إنذارًا نهائيًا تطالب فيه مملكة هابسبورغ في النمسا التي كانت يقودها ليوبولد الثاني، الذي كان أيضًا إمبراطور الإمبراطورية الرومانية المقدسة، بالتخلي عن أي تحالفات معادية وسحب قواتها من الحدود الفرنسية. كان الرد يتسم بالمراوغة، وصوتت الجمعية الفرنسية لصالح شن حرب في 20 أبريل من عام 1792 ضد فرنسيس الثاني (الذي خلف ليوبولد الثاني)، بعد قائمة طويلة من المظالم التي قدمها وزير الخارجية تشارلز فرنسوا دوموريز. أعد دوموريز غزوًا فوريًا لهولندا النمساوية، حيث توقع أن يقف السكان المحليون ضد الحكم النمساوي كما كانوا قد فعلوا سابقًا في عام 1790. إلا أن الثورة أدت إلى تفكك كلي للجيش، ولم تكن القوات التي جمعها كافية لشن غزو. بعد إعلان الحرب، فر الجنود الفرنسيون بشكل جماعي وفي إحدى الحالات قتلوا جنرالهم ثيوبالد ديلون.
وفي حين جهزت الحكومة الثورية القوات الجديدة بشكل محموم وأعادت تنظيم جيوشها، تجمع جيش الحلفاء البروسي بمعظمه تحت قيادة تشارلز ويليام فرديناند، دوق برونزويك في كوبلنز على نهر الراين. في أعقاب ذلك أصدر الدوق إعلانًا سُمي ببيان برونزويك (يوليو 1792)، كتبه ابن عم الملك الفرنسي لويس جوزيف دي بوربون، أمير كوندي، الذي كان قائد فيلق المهاجرين التابع لجيش الحلفاء، الذي أعلن عن نية الحلفاء في استعادة الملك لكامل صلاحياته ومعاملة أي شخص أو بلدة يعارضانه كمتمردين والحكم عليهم بالإعدام وفقًا للقوانين العرفية. وبالرغم من ذلك، كان لهذا أثر في تقوية عزيمة الجيش الثوري والحكومة لمعارضتهم بأي وسيلة ضرورية.
في 10 أغسطس، اقتحمت حشود قصر تويلري وقبضت على الملك وعائلته. وفي 19 أغسطس من عام 1792، بدأ غزو جيش بروزنزويك، إذ استولى جيشه بسهولة على حصون لونجوي وفيردان. استمر الغزو، ولكن الغزاة وصلوا عند فالمي في 20 سبتمبر إلى طريق مسدود ضد دوموريز وكيليرمان حيث أبدت المدفعية الفرنسية عالية الاحتراف تميزًا. على الرغم من أن المعركة كانت متعادلة من الناحية التكتيكية، إلا أنها أعطت دفعة كبيرة للمعنويات الفرنسية. وإضافة إلى ذلك، وجد البروسيون أن الحملة كانت أطول وأكثر تكلفة مما كان متوقعًا، وقرروا أن تكلفة ومخاطر استمرار القتال كانا كبيرين للغاية، ومع اقتراب الشتاء، قرروا الانسحاب من فرنسا للحفاظ على جيشهم. في اليوم التالي، أُلغي النظام الملكي بشكل رسمي مع إعلان قيام الجمهورية الأولى (21 سبتمبر 1792).
في تلك الفترة، نجح الفرنسيون على عدة جبهات أخرى، فاحتلوا سافوي ونيس اللتين كانتا أجزاء من مملكة سردينيا، في حين شن الجنرال كوستين غزوًا ضد ألمانيا محتلًا مدنًا ألمانية عديدة على طول نهر الراين ووصل إلى فرانكفورت. شن دوموريز هجومًا من جديد في هولندا النمساوية محققًا نصرًا عظيمًا على حساب النمساويين في معركة جيمابس في 6 من شهر نوفمبر واحتل كامل البلاد مع بداية الشتاء.

### 1793
دخلت إسبانيا والبرتغال في تحالف مناوئ لفرنسا في شهر يناير من عام 1793. بدأت بريطانيا تحضيراتها العسكرية في أواخر العام 1792 وأعلنت أن الحرب محتمة ما لم توقف فرنسا غزواتها، على الرغم من التطمينات الفرنسية بأنهم لن يهاجموا هولندا ولن يضموا البلدان السفلى. طردت بريطانيا السفير الفرنسي في أعقاب إعدام لويس السادس عشر وفي 1 فبراير ردت فرنسا بإعلان الحرب على بريطانيا العظمى وجمهورية هولندا.
جندت فرنسا مئات الآلاف من المقاتلين، لتبدأ سياسة استخدام التجنيد العام لنشر المزيد من قوتها البشرية أكثر مما تستطيع الدول الأوتوقراطية أن تنشر (كانت المرحلة الأولى مرسوم 24 فبراير 1793 الذي قضى بتجنيد 300 ألف جندي، وتلتها التعبئة العامة لجميع الشبان الذين يمكن تجنيدهم من خلال مرسوم 23 أغسطس 1793). وعلى الرغم من ذلك، أطلق الحلفاء حملة حازمة لغزو فرنسا خلال حملة فلاندرز.
في البداية عانت فرنسا من انتكاسات شديدة في البداية. وطُردوا من هولندا النمساوية واندلعت ثورات خطيرة في غرب وجنوب فرنسا. إحدى هذه الثورات، في تولون، كانت أول ممارسة جادة للعمل لضابط مدفعية شاب غير معروف يدعى نابليون بونابرت. ساهم بونابرت في حصار المدينة ومينائها من خلال التخطيط لهجوم فعال ببطاريات مدفعية متموضعة في موقع جيد لإمطار مواقع المتمردين بالمقذوفات. ساعد هذا الأداء في منحه سمعة كخبير تكتيكي متمكن، وغذى صعوده النيزكي إلى السلطة السياسية والعسكرية. ما أن احتُلت المدينة، شارك في قمع المواطنين المتمردين في تولون بنفس المدفعية التي كان قد استخدمها في البداية لغزو المدينة.
بحلول نهاية العام، كانت الجيوش الجديدة الكبيرة قد تمكنت من صد الغزاة الأجانب، وكان عهد الإرهاب، الذي كان سياسة قمع شرسة، قد سحق ثورات داخلية. كان الجيش الفرنسي في حالة صعود، ونظم لازار كارنوت، الذي كان عالمًا وعضوًا بارزًا في لجنة السلامة العامة، الجيش الثوري الفرنسي، وأُطلق عليه في ذلك الحين اسم منظم النصر.

### 1794
حقق عام 1794 نجاحًا متعاظمًا للجيوش الفرنسية. ولم يكن هناك تغيير يذكر على حدود جبال الألب مع فشل الغزو الفرنسي لبيدمونت. على الحدود الإسبانية، احتشد الفرنسيون تحت قيادة الجنرال دوجومييه من مواقعهم الدفاعية في بايون وبربينيان، الأمر الذي أدى إلى طرد الإسبان من روسيون وغزو كاتالونيا. قُتل دوجومييه في معركة الجبل الأسود في نوفمبر.
على الجبهة الشمالية خلال حملة فلاندرز، أعد كل من النمساويين والفرنسيين هجمات في بلجيكا، وحاصر النمساويون الأراضي البرية وتقدموا نحو مونس وموبيج. أعد الفرنسيون هجومًا على عدة جبهات، مع وجود جيشين في فلاندرز تحت قيادة بيتشيغرو وموريو، وشن جوردان هجومًا من الحدود الألمانية. صمد الفرنسيون أمام العديد من الهجمات العنيفة ولكن غير الحاسمة قبل أن يستعيدوا زمام المبادرة في معركتي توركوينج وفلوروس في شهر يونيو. طردت الجيوش الفرنسية النمساويين والبريطانيين والهولنديين إلى ما وراء نهر الراين، واحتلت بلجيكا والراينلاند وجنوب هولندا.
على جبهة الراين الوسطى خلال شهر يوليو، حاول جيش الراين بقيادة الجنرال ميشود شن هجومين في يوليو في معركة تريبشتات، وكان ثاني الهجومين ناجحًا إلا أنه لم يتابَع، الأمر الذي سمح بهجوم بروسي مضاد في شهر سبتمبر. وبخلاف ذلك، كان هذا القطاع من الجبهة هادئًا إلى حد كبير على مدار العام.

### 1795
بعد احتلال فرنسا في الشتاء، أنشأت فرنسا جمهورية باتيفيان كجمهورية علنية.. قررت روسيا وإسبانيا صنع السلام فقامت روسيا باتفاقية (اتفاقية سلام بازل) وتنازلت عن الضفة الغربية لنهر (الراين) بتسليمها للقوات الفرنسية وتحرير الجبال الفرنسية في حين تخلت إسبانيا عن ثلثي شرق هيسبانيولا – الآن الدومنيكا (من جبال البرانس) حاولت بريطانيا دعم المتمردين في مدينة (فينبي)، ولكن هذه المحاولات التي هدفت إلى تخريب نظام الحكم بباريس بائت بالفشل من قِبل القوة الحاكمة العسكرية التي قادها نابليون بونابرت.

### 1796
استعدت فرنسا أن تشكل تقدماً عظيماً على ثلاث جبهات مع القائدان جوردان ومورو على نهر الراين وأيضاً مع بونابرت في إيطاليا تقدم جوردان بسرعة إلى ألمانيا حيث كان مورو قد وصل إلى ولاية بافاريا وحافة مدينة تيرول بحلول سبتمبر ولكنه هزم من قِبل الأرشيدوق تشارلز جوردان وعندها اضطر كلا الجيشان إلى التراجع للخلف عبر نهر الراين. أما غزوة نابليون كانت ناجحةً تماماً في محاولة جريئة لغزو إيطاليا حيث قام بفصل الجيوش في سيريدينا والنمسا وإلحاق الهزيمة بهم.

### 1797
في فبراير معركة (رأسانت فنسنت) شهدت البحرية البريطانية محاولة من الجانب الأسباني بتقديم أكبر أسطول للانضمام إلى الجيش الفرنسي في بيريست. حيث احتلها نابليون، وفي هذه المعركة استسلم النمساويين وكان عددهم 18000 رجل وكان الأرشيدوق تشارلز – (أرشيدوق النمسا) - غير قادر على منع بونابرت من غزو مدينة تيرول، ورفع دعوى ضد الحكومة النمساوية من أجل تحقيق السلام في شهر أبريل وقد وقعت النمسا على معاهدة كامب فورميو في أكتوبر وانضم لهذه المعاهدة بلجيكا وتم الاعتراف بالسيطرة الفرنسية على منطقة الراين وجزء كبير من إيطاليا، وتم تقسيم منطقة البندقية القديمة ما بين النمسا وفرنسا. وانتهت هذه الحرب الأولى في زمن التحالف الأول على الرغم من أن بريطانيا ما تزال أحد الأطراف المتحاربة.

## حرب التحالف الثاني

### 1798
أبحر نابليون من مالطا بطريقِه إلى الإسكندرية [بمصر]، وهبطوا بالقاهرة في يونيو، وقد فاز فوزاً عظيماً على المماليك بمعركة الأهرامات، ولكن تم تدمير سمعة (نيلسون) في معركة النيل وقضى نابليون بقية العام في تعزيز موقفه بمصر.

### 1799
نظمت بريطانيا والنمسا تحالف جديد ضد فرنسا في عام 1798، وقد كان لأول مرة في روسيا، على الرغم من أنه لم يحدث شيء آخر ذو شأن باستثناء ماحدث ضد نابولي عام 1799. في أوروبا شنت حرب عنيفة ضد الحلفاء بما في ذلك الحملات على إيطاليا وسويسرا، حقق الجنرال الروسي (الكسندر سوفوروف) سلسلة من الانتصارات على الجيش الفرنسي في إيطاليا ودفعهم إلى جبال الألب مع أن نجاح حلفائها ليس مثلها في هولندا حيث تراجعت بريطانيا وسويسرا بعد جمودهما الطويل على الرغم من أنهم لم يتمكنوا من الاستيلاء على الأسطول الهولندي، حيث بعد عدة انتصارات هزم الجيش الروسي في معركة زيورخ الثانية.

### 1800
أرسل نابليون القائد مورو مع حملته إلى ألمانيا وذهب بنفسه لزيادة جيش جديد في مدينة ديجون وسويسرا عن طريق مسيرة الهجوم على الجيوش النمساوية في إيطاليا من الخلف. وقد تفادى الهزيمة بأعجوبة وهزم النمساويين في (مارينجو) وأعاد احتلال شمال بريطانيا. قد غزا القائد مورو في الوقت نفسه بافاريا وفاز بمعركة كبيرةضد سويسرا في (هوهينليندين)، واستمرت فيينا في رفع دعوة ضد مورو وسويسرا من أجل رفع السلام.

### 1801
وواصلت بريطانيا الحرب في البحر. وأيضاً تحالف مع البلاد المحايدة وقامت كل من روسيا والدنمارك والسويد بالانضمام إلى بريطانيا لحماية سفن البلاد المحايدة [ الغير محاربة ] من الحصار في بريطانيا، أسفر ذلك عن قيام نيلسون بشن هجوم مباغت في الميناء على أسطول الدانمرك في معركة (كوبن-هاجن).

### 1802
وقعت الحكومة البريطانية والفرنسية معاهدة إنهاء الحرب وهكذا بدأت أطول فترة سلام بينهما بين عامي 1792 – 1815. وتعتبر هذه المعاهدة لتكون النقطة الأنسب للاحتفال بالانتقال بين حروب الثورة الفرنسية والحروب النابليونية على الرغم من أن نابليون لم يتوج كإمبراطور حتى عام 1804.

## النتيجة
بدأت الجمهورية الفرنسية الأولى عن طريق ظروف صعبة للغاية بالقرب من الاحتلال والانهيار وهزمت كل أعدائها وأنتجت الجيش الثوري. واستولت على الضفة الغربية من نهر الراين وسيطرت على هولندا وسويسرا وإيطاليا، وقد حققت ذلك بكل الأهداف التي سعت لها والتي استعصت على ملوك البوربون وباءت محاولاتهم بالفشل لعدة قرون.